# Virgínio Santa Rosa
Virgínio Marques Santa Rosa, ou simplesmente Virgínio Santa Rosa, (Belém, 2 de abril de 1905 – Rio de Janeiro, 28 de julho de 2001) foi um engenheiro ferroviário e político brasileiro, outrora deputado federal pelo Pará.

## Dados biográficos
Filho de Emílio Américo Santa Rosa e Tarcila Pinto Santa Rosa. Graduado em engenharia pela Escola Politécnica da Universidade Federal do Rio de Janeiro em 1927, trabalhou no Departamento Nacional de Estradas de Ferro (DNEF), órgão vinculado ao Ministério da Viação e Obras Públicas. Chefe da construção da Estrada de Ferro Maricá, dirigiu as seguintes ferroviasː Estrada de Ferro de Bragança, Ferrovia São Luís–Teresina e a Estrada de Ferro Goiás, embora tenha prestado serviços ao Serviço Geológico e Mineralógico do Ministério da Agricultura.
Sua atividade política começou ao aproximar-se da Liga de Defesa da Cultura Popular, movimento político criado no Rio de Janeiro em 16 de abril de 1935. Vinculada à Aliança Nacional Libertadora, a Liga possuía ideário de esquerda mantendo-se em atividade até ser fechada pelo Estado Novo. Nos últimos meses deste regime, Virgínio Santa Rosa ingressou no PPS e foi candidato a deputado federal em 1945, terminando o pleito como primeiro suplente. Quando a sua legenda fundiu-se a outras para criar o PSP, Virgínio Santa Rosa disputou um mandato de deputado estadual por este partido em 1947, alcançando a terceira suplência. Eleito deputado federal em 1950 e 1954, deixou a política ao final do mandato, aposentando-se pelo Departamento Nacional de Estradas de Ferro em 1964.